# Betel (álbum)
Betel é um álbum ao vivo da banda brasileira Renascer Praise, lançado pela gravadora Universal Music em 21 de abril de 2017.
Projeto que comemora vinte discos lançados pelo grupo e vinte anos de gravações ao vivo, mesclou músicas inéditas e regravações e foi gravado em dezembro de 2016. A banda regravou as faixas "Na Força do Louvor", "Promessa" e "Plano Melhor".
O disco foi recebido de forma mais positiva que o anterior, Daniel (2015). Uma resenha publicada pelo Super Gospel afirma: "Evitar que Thalles novamente fosse responsável pela maioria dos vocais é o grande ponto positivo do disco". a produção ficou por conta de Elyas Vianna e Oseas Silva que são junto com a Bispa Sônia Hernandes vocalistas do grupo

## Faixas

##### CD
| #  | Título                                 | Compositor                                                                    |
| -- | -------------------------------------- | ----------------------------------------------------------------------------- |
| 01 | Na Força do Louvor                     | Bispa Sonia Hernandes                                                         |
| 02 | Nossa Festa                            | Elyas Vianna                                                                  |
| 03 | Lugar de Adoração                      | Apóstolo Estevam Hernandes / Oseas Silva                                      |
| 04 | Apenas Uma Ordem                       | Bispa Sonia Hernandes / Thalles Roberto                                       |
| 05 | Moriá                                  | Elyas Vianna / Bispa Sonia Hernandes                                          |
| 06 | Marcado                                | Elyas Vianna                                                                  |
| 07 | Ministração Apóstolo Estevam Hernandes | Apóstolo Estevam Hernandes                                                    |
| 08 | Vem, Espírito Santo                    | Thalles Roberto                                                               |
| 09 | Bom Futuro                             | Thalles Roberto                                                               |
| 10 | Promessa                               | Bispa Sônia Hernandes                                                         |
| 11 | Plano Melhor                           | Bispa Sônia Hernandes & Ney Gomes                                             |
| 12 | Jesus Está Aqui                        | Bispa Sônia Hernandes                                                         |
| 13 | Glorificado                            | Oseas Silva                                                                   |
| 14 | Santo, Santo                           | Bispa Sônia Hernandes / Ronaldo Gomes / Oseas Silva / Elyas Vianna / Léo Marx |

##### DVD
| #  | Título                                 | Compositor                                                                    |
| -- | -------------------------------------- | ----------------------------------------------------------------------------- |
| 03 | Na Força do Louvor                     | Bispa Sonia Hernandes                                                         |
| 02 | Nossa Festa                            | Elyas Vianna                                                                  |
| 03 | Pra Sempre                             | Elyas Vianna                                                                  |
| 04 | Lugar de Adoração                      | Apóstolo Estevam Hernandes / Oseas Silva                                      |
| 05 | Apenas Uma Ordem                       | Bispa Sonia Hernandes / Thalles Roberto                                       |
| 06 | Moriá                                  | Elyas Vianna / Bispa Sonia Hernandes                                          |
| 07 | Marcado                                | Elyas Vianna                                                                  |
| 08 | Vem, Espírito Santo                    | Thalles Roberto                                                               |
| 09 | Ministração Apóstolo Estevam Hernandes | Apóstolo Estevam Hernandes                                                    |
| 10 | Israel de Deus                         | Thalles Roberto                                                               |
| 11 | Bom Futuro                             | Thalles Roberto                                                               |
| 12 | Promessa                               | Bispa Sônia Hernandes                                                         |
| 13 | Plano Melhor                           | Bispa Sônia Hernandes & Ney Gomes                                             |
| 14 | Jesus Está Aqui                        | Bispa Sônia Hernandes                                                         |
| 15 | Glorificado                            | Oseas Silva                                                                   |
| 16 | Santo, Santo                           | Bispa Sônia Hernandes / Ronaldo Gomes / Oseas Silva / Elyas Vianna / Léo Marx |

| Críticas profissionais | Críticas profissionais |
| Avaliações da crítica  | Avaliações da crítica  |
| Fonte                  | Avaliação              |
| ---------------------- | ---------------------- |
| Super Gospel           | [ 2 ]                  |

## Ficha Tecnica
- Editado e Finalizado: Rede Gospel de Televisão, São Paulo por Marrash Bastos
- Coordenação A&R: Igor Alarcon, Marina Furtado e Patricia Aidas
- Musicos Convidados: Karla Angelica / Asaph Hernandes
- Fotografias: Karen Marcitelo / Pedro Flavissimo
- Fotografia do vídeo: Marrash Bastos
- Cordenação Grafica: Flavia Oliveira
- Label Manager: Renata Cenízio
- Gerente A&R: Renata Cenízio
- Direção de Arte: Claiton Lima
- Guitarra: Ed Oliveira
- Equipe de Dançã: Praise & Cia
- Piano e Teclado: Ronaldo Gomes
- Bateria: Alexandre Fininho / Matheus Almeida
- Coordenação A&R: Igor Alarcon / Marina Furtado / Patricia Aidas
- Produtor: Bispa Sônia Hernandes / Oseas Silva / Elyas Vianna
- Co-Produtor: Apóstolo Estevam Hernandes / Léo Marx / Ronaldo Gomes / Thalles Roberto
- Vozes: Apóstolo Estevam Hernandes / Sônia Hernandes / Thalles Roberto / Oseas Silva / Elyas Vianna / Marcelo Aguiar / Fernanda Hernandes / Mirian Lopes / Bárbara Amorin / Vânia Marxx / Léo Marxx